# Dzsavád el-Jámík
Dzsavád el-Jámík (Kúribga, 1992. február 29. –) marokkói válogatott labdarúgó, a spanyol Valladolid hátvédje.

## Pályafutása

### Klubcsapatokban
El-Jámik a marokkói Kúribga városában született. Az ifjúsági pályafutását az Olympique Kúribga akadémiájánál kezdte.
2012-ben mutatkozott be az Olympique Kúribga felnőtt keretében. 2016-ban a Raja Casablanca, majd 2018-ban az olasz Genoa szerződtette. A 2018–19-es szezonban a Perugia, míg a 2019–20-as szezon második felében a Zaragoza csapatát erősítette kölcsönben. 2020. szeptember 24-én négyéves szerződést kötött a spanyol első osztályban szereplő Valladolid együttesével. Először a 2020. szeptember 30-ai, Real Madrid ellen 1–0-ra elvesztett mérkőzés 87. percében, Michel cseréjeként lépett pályára. Első gólját 2021. október 31-én, az Eibar ellen hazai pályán 2–0-ra megnyert találkozón szerezte meg.

### A válogatottban
2016-ban debütált a marokkói válogatottban. Először a 2016. január 16-ai, Gabon ellen 0–0-ás döntetlennel zárult mérkőzésen lépett pályára. Első válogatott gólját 2019. október 11-én, Líbia ellen 1–1-es döntetlennel végződő barátságos mérkőzésen szerezte meg.

## Statisztikák
2023. június 4. szerint
| Klub                  | Szezon   | Osztály          | Bajnokság | Bajnokság | Kupa  | Kupa | Nemzetközi | Nemzetközi | Összesen | Összesen |
| Klub                  | Szezon   | Osztály          | Meccs     | Gól       | Meccs | Gól  | Meccs      | Gól        | Meccs    | Gól      |
| --------------------- | -------- | ---------------- | --------- | --------- | ----- | ---- | ---------- | ---------- | -------- | -------- |
| Genoa                 | 2017–18  | Serie A          | 4         | 0         | 0     | 0    | —          | —          | 4        | 0        |
| Genoa                 | 2019–20  | Serie A          | 3         | 0         | 1     | 0    | —          | —          | 4        | 0        |
| Genoa                 | Összesen | Összesen         | 7         | 0         | 1     | 0    | 0          | 0          | 8        | 0        |
| Perugia (kölcsönben)  | 2018–19  | Serie B          | 23        | 1         | 0     | 0    | —          | —          | 23       | 1        |
| Zaragoza (kölcsönben) | 2019–20  | Segunda División | 14        | 0         | 0     | 0    | —          | —          | 14       | 0        |
| Valladolid            | 2020–21  | La Liga          | 19        | 0         | 1     | 0    | —          | —          | 20       | 0        |
| Valladolid            | 2021–22  | Segunda División | 25        | 2         | 0     | 0    | —          | —          | 25       | 2        |
| Valladolid            | 2022–23  | La Liga          | 25        | 1         | 0     | 0    | —          | —          | 25       | 1        |
| Valladolid            | Összesen | Összesen         | 69        | 3         | 1     | 0    | 0          | 0          | 70       | 3        |
| Összesen              | Összesen | Összesen         | 113       | 4         | 2     | 0    | 0          | 0          | 115      | 4        |

### A válogatottban
| Válogatott | Év       | Pályára lépés | Gól |
| ---------- | -------- | ------------- | --- |
| Marokkó    | 2016     | 3             | 0   |
| Marokkó    | 2017     | 4             | 0   |
| Marokkó    | 2018     | 4             | 0   |
| Marokkó    | 2019     | 3             | 1   |
| Marokkó    | 2020     | 1             | 0   |
| Marokkó    | 2021     | 2             | 1   |
| Marokkó    | 2022     | 8             | 0   |
| Marokkó    | 2023     | 2             | 0   |
| Összesen   | Összesen | 27            | 2   |

#### Góljai a válogatottban
| # | Időpont           | Helyszín                              | Ellenfél | Gólok | Eredmény | Kiírás              |
| - | ----------------- | ------------------------------------- | -------- | ----- | -------- | ------------------- |
| 1 | 2019. október 11. | Honneur Stadion, Vuzsda, Marokkó      | Líbia    | 1–0   | 1–1      | Barátságos mérkőzés |
| 2 | 2021. június 8.   | Stade Moulay Abdallah, Rabat, Marokkó | Ghána    | 1–0   | 1–0      | Barátságos mérkőzés |

## Sikerei, díjai
Valladolid
- Segunda División
  - Feljutó (1): 2021–22